# Протока Полонського
Протока Полонського (рос. Пролив Полонского, яп. 多楽水道, кириліз.: Тараку-суйдо) — протока Курильських островів, що відокремлює острів Зелений від острова Полонського Малої Курильської гряди. Названа у 1946 році на честь історика російських географічних відкриттів Олександра Полонського.
Протока є предметом територіального спору Японії та Росії. Японія її відносить до акваторії округу Немуро префектури Хоккайдо. Росія — до Южно-Курильського міського округу Сахалінської області.
Відстань між островами Полонського і Зеленим близько 12 км. Мілини з глибинами менше 10 м, які оточують ці острови, звужують протоку приблизно до 1,8 км. Посередині протоки глибини не менше 7,4 м.